# Mojmíra
Mojmíra je ženské křestní jméno slovanského původu vzniknuvší z blahopřejného pozdravu „buď můj mír“. Podle českého kalendáře má svátek 10. února. Domácí oslovení je Moja, Mojka, Mojmírka, Mirka či Míra. Mužským ekvivalentem je Mojmír.

## Známé osobnosti
- Mojmíra Janišová (1920–1986, dramaturgyně, překladatelka)